# Kapo

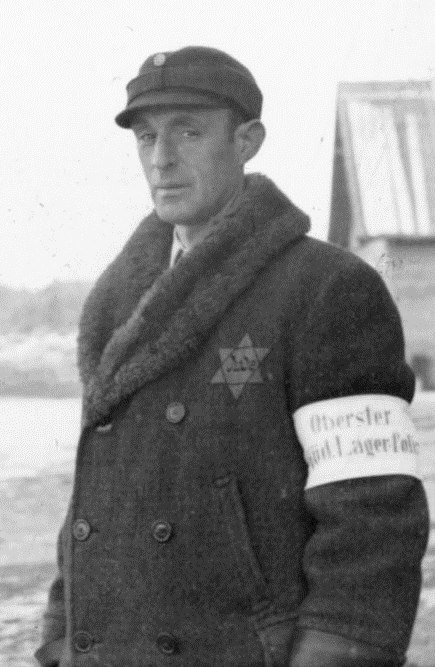
Un Kapo ebreo del campo di concentramento di Salaspils

Kapo, o Kapò, nel gergo Lagersprache indica il prigioniero di un campo di concentramento nazista al quale era affidata la funzione di comando sugli altri deportati.
Nei campi nei quali erano internate delle donne tale ruolo era svolto dalla Blockowa o dalla Stubowa.

## Etimologia
L'origine del termine Kapo è incerta. Diverse ipotesi sostengono che derivi: dalla forma abbreviata del francese caporal, caporale, dall'italiano "capo" e dal tedesco Kasernenpolizei o Kameradschaftspolizei.

## Chi erano iKapo
Il Kapo era un prigioniero dei lager nazisti investito dalle autorità dei campi di funzioni di responsabilità su una squadra di lavoro, di mantenimento dell'ordine, e in generale di sorveglianza sui deportati. Quasi tutti i Kapo erano scelti principalmente fra i detenuti di "razza ariana" classificati come criminali comuni, contrassegnati con un triangolo verde, secondo il sistema di identificazione dei prigionieri. Ci furono alcuni casi di Kapo internati politici, che portavano il triangolo rosso, sostituiti ai triangoli verdi da parte delle organizzazioni clandestine di resistenza interne ai lager, che cercarono di migliorare le condizioni di vita delle persone che dovevano controllare.

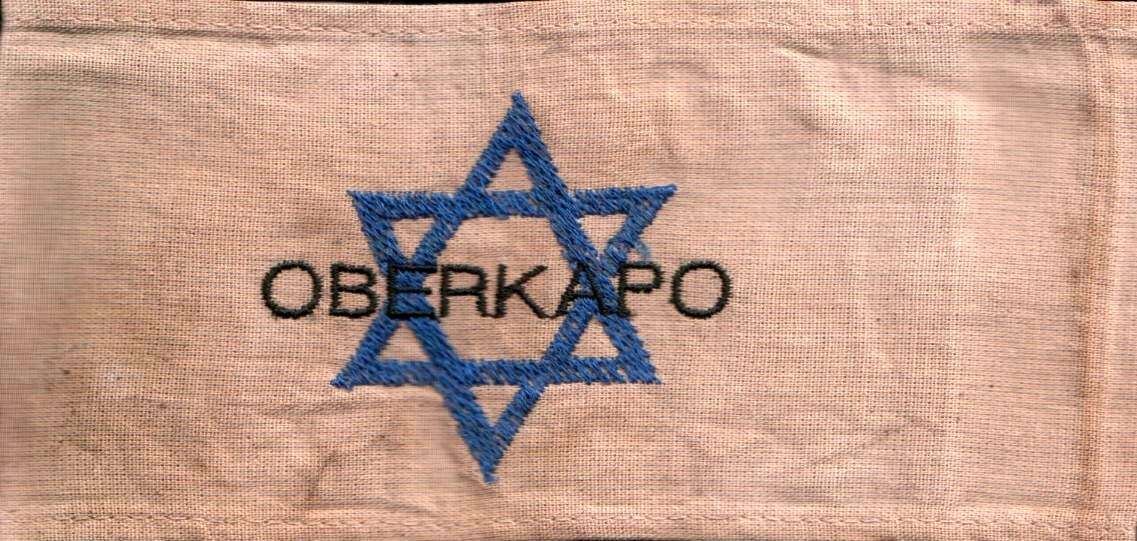
Bracciale di un Kapo ebreo

In alcuni lager, come in quello di Auschwitz, portavano un bracciale con la scritta "Kapo", o comunque generalmente portavano al braccio sinistro una fascia particolare. Erano perciò definiti anche "quelli che portano la fascia", Bindenträger. Verso il termine del conflitto, quando la necessità di manodopera qualificata per l'industria bellica tedesca si fece più pressante e il processo di sterminio subì un rallentamento, non mancarono casi di Kapo ebrei.
Ogni Block interno al campo di concentramento o campo di sterminio aveva un Kapo che decideva, di fatto, le sorti dei detenuti suoi sottomessi, con la collaborazione di una struttura gerarchica di internati privilegiati. Per questo motivo, i dirigenti dei campi sceglievano con cura le persone cui affidare tale compito. Requisito fondamentale doveva essere la ferma adesione alla politica di gestione del campo adottata dalle SS e l'assoluta mancanza di pietà nei confronti dei detenuti.

## Ruolo e importanza strategica del kapo
Il suo compito fondamentale, dunque, era quello di amministrare il Block affidatogli in modo da reprimere sul nascere le possibili idee e speranze di rivolte interne e di far funzionare alla perfezione la "comunità" carceraria. La struttura del lager era dunque costruita su una base di delegazione del controllo e del potere: da Hitler - Himmler - Eichmann - fino ai direttori dei lager - alle SS - ed infine ai kapo. Tutti gli uomini controllavano e gestivano, seguendo fedelmente le direttive di Berlino, un piccolo spazio e regolarmente ogni uomo che avesse fra le mani una qualsiasi responsabilità, doveva informare con dei rapporti i diretti superiori. I kapo si rapportavano con le SS, le quali stilavano dei rapporti per i direttori del lager fino a tenere costantemente informato Hitler stesso di ogni cosa. In questo modo risultava facile e immediato avere in ogni momento la possibilità di rivolgersi istantaneamente ad un responsabile diretto qualora qualcosa non funzionasse per il meglio.

## Le testimonianze dei sopravvissuti
Le testimonianze dei sopravvissuti non mancano mai di narrare l'efferatezza dei kapo e gli episodi di crudeltà di cui essi si rendevano responsabili. Ne è un esempio la testimonianza di Primo Levi, nella sua opera Se questo è un uomo. I privilegi di cui godevano tali incaricati erano notevoli e costituivano un ottimo incentivo a svolgere con zelo il proprio compito. D'altra parte i kapo potevano essere sostituiti a piacimento dalle autorità SS del campo, nel caso non si fossero dimostrati abbastanza "energici", ritornando a confondersi con la massa: questo li avrebbe messi di fronte all'ostracismo e all'odio degli altri internati per la posizione di kapo precedentemente ricoperta.
I kapo godevano di una maggiore quantità di cibo: erano loro stessi spesso a razionare gli alimenti per i detenuti del proprio Block, per cui decidevano liberamente quanto cibo prendere per sé e quanto destinarne agli altri detenuti. È inoltre noto che ogni kapo poteva scegliere fra i detenuti un kinderstube ossia un giovane deportato che in cambio di alcuni privilegi (spesso si parla di cibo) era tenuto a soddisfare ogni richiesta (anche sessuale) del kapo.

## Implicazioni sociali e psicologiche
Le implicazioni sociali e psicologiche della presenza del kapo all'interno del Block sono estremamente complesse. Di seguito ne vengono riportate solo alcune fra le più evidenti:
- Nel processo di nullificazione del soggetto, al deportato veniva mostrato che un criminale abituale, ossia una persona arrestata per aver commesso un reato, manteneva l'identità di soggetto, mentre un deportato innocente, reo solo di essere stato trovato nel posto sbagliato al momento sbagliato, diventava un oggetto anonimo, un "pezzo" numerato qualsiasi.
- Il deportato viveva costantemente nella psicologia del terrore, oltre che delle SS, anche dei propri "capicella".
- Nella speranza di ottenere del cibo o dei trattamenti speciali, all'interno dei Block alcuni deportati si davano allo spionaggio (ossia facevano la spia con i kapo di quanto vedevano, sentivano o credevano di aver intuito dei propri compagni). Il deportato viveva, quindi, anche nella paura costante di essere denunciato - e quindi punito - da un compagno senza aver fatto niente.
- Ogni deportato che non volesse rischiare niente più di quello che abitualmente rischiava, tendeva ad isolarsi dagli altri compagni, restando definitivamente isolato in mezzo agli isolati.
- Ogni tentativo di ribellione veniva ad essere praticamente impossibile, fin dall'inizio dell'ideazione.
- La possibilità di fratellanza e aiuto fra i deportati era ridotta al minimo.